# Campionato Brasiliense 2025
Il Campionato Brasiliense 2025 è stata la 67ª edizione della massima serie del campionato brasiliense. La stagione è iniziata il 18 gennaio 2025 e si è conclusa il 29 marzo successivo.

## Stagione

### Novità
Al termine della stagione 2023, sono retrocesse Planaltina e Santa Maria-DF. Sono salite dalla Segunda Divisão il Sobradinho e il Legião.

### Formato
Il torneo si svolge in due fasi: la prima è composta da un girone unico. Le prime quattro classificate di tale girone, accedono alla seconda fase che decreterà la formazione vincitrice del campionato.
La formazione vincitrice e la finalista perdente, potranno partecipare alla Série D 2026, alla Coppa del Brasile 2026 e alla Copa Verde 2026. Le ultime due classificate della prima fase, retrocedono in Segunda Divisão.

## Risultati

### Prima fase
|  | Pos. | Squadra       | Pt | G | V | N | P | GF | GS | DR  |
|  | ---- | ------------- | -- | - | - | - | - | -- | -- | --- |
|  | 1.   | Brasiliense   | 22 | 9 | 7 | 1 | 1 | 15 | 4  | +11 |
|  | 2.   | Capital       | 20 | 9 | 6 | 2 | 1 | 17 | 5  | +12 |
|  | 3.   | Ceilândia     | 19 | 9 | 6 | 1 | 2 | 12 | 8  | +4  |
|  | 4.   | Gama          | 17 | 9 | 5 | 2 | 2 | 7  | 4  | +3  |
|  | 5.   | Paranoá       | 15 | 9 | 5 | 0 | 4 | 13 | 11 | +2  |
|  | 6.   | Sobradinho    | 12 | 9 | 3 | 3 | 3 | 9  | 6  | +3  |
|  | 7.   | Samambaia     | 11 | 9 | 3 | 2 | 4 | 9  | 8  | +1  |
|  | 8.   | Real Brasília | 5  | 9 | 1 | 2 | 6 | 6  | 15 | -9  |
|  | 9.   | Ceilandense   | 5  | 9 | 1 | 2 | 6 | 8  | 18 | -10 |
|  | 10.  | Legião        | 1  | 9 | 0 | 1 | 8 | 3  | 20 | -17 |

Legenda:
      Ammessa alla seconda fase.
      Retrocesse in Segunda Divisão 2026
Note:
Tre punti a vittoria, uno a pareggio, zero a sconfitta.

### Seconda fase
|  | Semifinali | Semifinali  | Semifinali | Semifinali | Semifinali |  |  | Finale     | Finale     | Finale     | Finale     | Finale |  |
|  |            |             |            |            |            |  |  |            |            |            |            |        |  |
|  | 4          | Gama        | 3          | 0          | 3          |  |  |            |            |            |            |        |  |
|  | 1          | Brasiliense | 0          | 0          | 0          |  |  | Gama (dtr) | Gama (dtr) | Gama (dtr) | Gama (dtr) | 1 (3)  |  |
|  | 3          | Ceilândia   | 1          | 1          | 2          |  |  | Capital    | Capital    | Capital    | Capital    | 1 (1)  |  |
|  | 2          | Capital     | 1          | 2          | 3          |  |  |            |            |            |            |        |  |